# Friedrich August Döring

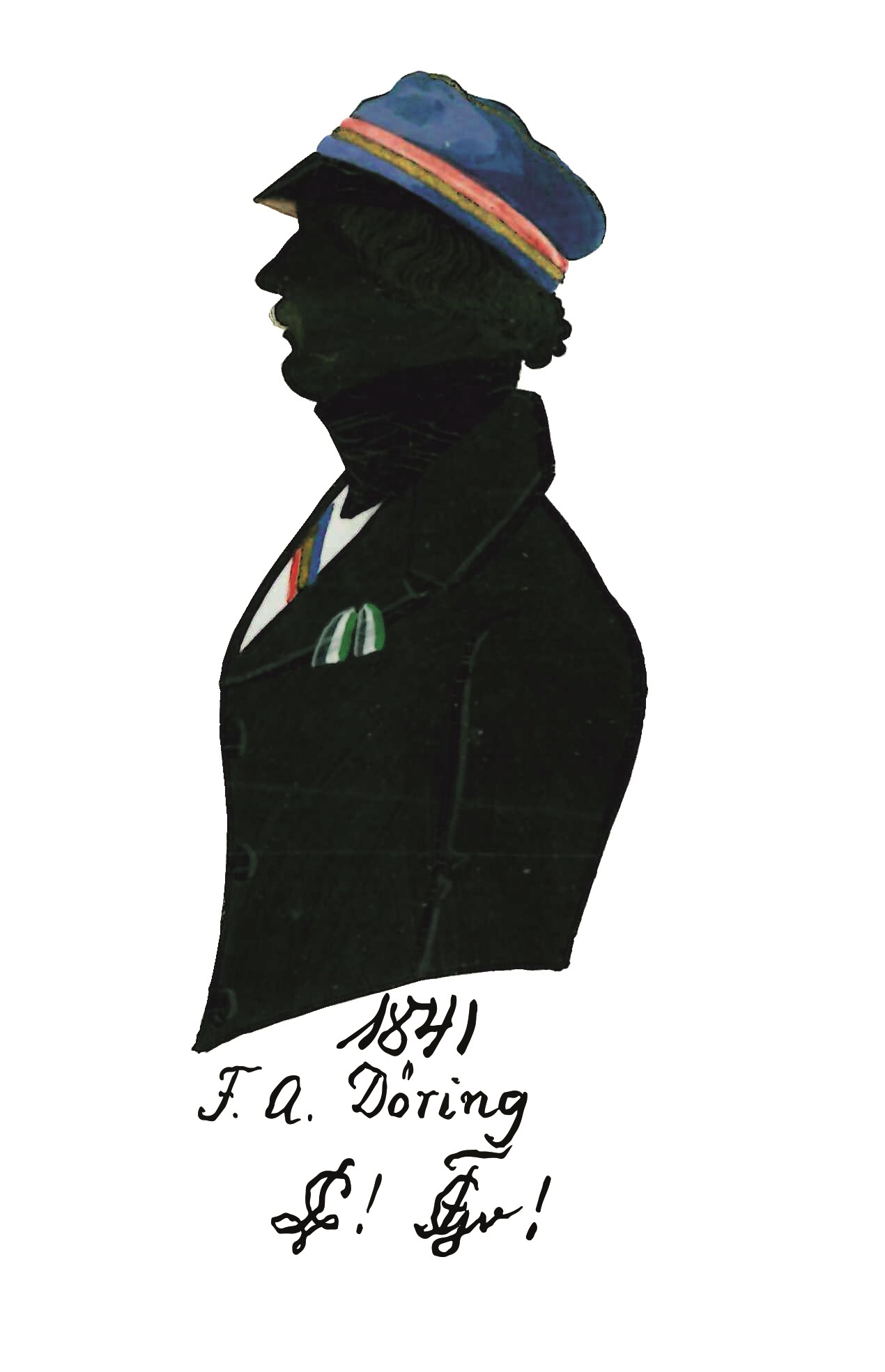
Friedrich Döring

Friedrich August Döring (* 25. November 1820 in Mitteloderwitz, Oberlausitz; † 5. Oktober 1891 in Breslau) war ein höherer Beamter des Deutschen Zollvereins.

## Leben
Dörings Eltern waren Christian August Döring, Grundstücksbesitzer und Leinwandfaktor in Mitteloderwitz, und seine Frau  Rahel Dorothea geb. Steudtner. Seine Taufpaten waren Christian Friedrich Steudtner, Gärtner, Weber, Gerichtsältester in Mitteloderwitz; Friedrich Wagner, Gärtner und Weber allh. Zitt. Anth. [Zittauer Anteil]; Martha Elisabeth geb. Christoph, Ehefrau Christian Großers, Gärtners und Branntweinbrenners in Mitteloderwitz.
Döring studierte ab 1840 an der Universität Leipzig Rechtswissenschaft. Im selben Jahr wurde er im Corps Lusatia Leipzig recipiert.  Er wechselte 1842 an die Ruprecht-Karls-Universität Heidelberg und wurde auch im Corps Guestphalia Heidelberg aktiv. Zum Wintersemester 1842/43 wieder in Leipzig, war er erneut aktiv bei Lusatia, nun als Senior. 1851 wurde er Aktuar im sächsischen Hauptzollamt in Zittau, 1853 Kanzleisekretär und Kanzleiinspektor bei der Zoll- und Steuerdirektion in Dresden, 1861 Zollinspektor und Vorstand des sächsischen Nebenzollamtes in Bodenbach. Ab 1865 war er als Zollrat in der Zoll- und Steuerdirektion wieder in Dresden. Nach mehreren Zwischenstationen übernahm er 1869 die Funktion des sächsischen Zollvereinsbevollmächtigten bei der Provinzialsteuerdirektion für die (preußische) Provinz Schlesien in Breslau. Dort wirkte er nach der Deutschen Reichsgründung als Reichsbevollmächtigter für Zölle und Steuern.

## Ehrungen
- Franz-Joseph-Orden, Ritter (1865)[3]
- Geheimer Finanzrat (1881)[3]
- Zivilverdienstorden (Sachsen), Ritter 1. Klasse (1883)[3]
- Königlicher Kronen-Orden (Preußen) 3. Klasse (um 1888)[3]